# São João da Barra
São João da Barra – miasto i gmina w Brazylii, w stanie Rio de Janeiro. Znajduje się w mezoregionie Norte Fluminense i mikroregionie Campos dos Goytacazes.